# Земо-Картли
Земо-Картли (груз. ზემო ქართლი, букв. — «Верхняя Картли» или «Верхняя Иберия») — историческая область в Грузии. До XVI века название обозначало юго-западную часть страны, охватывавшую верховья реки Куры от Ташискари до её истоков и верховья бассейна реки Чорох.
Считается субрегионом великой Картли. В современном использовании термин «Земо-Картли» иногда заменяют названием Тао-Кларджети.

## История

#### Ранний период
Термин «Земо-Картли» впервые упоминается в письменных источниках XII века, однако его происхождение, вероятно, значительно более древнее. Согласно Леонтию Мровели (XI век), эта территория была частью владений Одзрхоса и Джавахоса — сыновей Мцхетоса, старшего сына легендарного прародителя грузинского народа Картлоса. Область являлась изначальной территорией расселения месхов и джавахов.
Античные авторы, такие как Страбон, называли эту территорию «Мосхике» (груз. მესხეთი — Месхети). В состав Земо-Картли входили:
- Верховья реки Кура: Самцхе, Джавахети, Эрушети, Артаани, Кола;
- Верховья реки Чорох: Кларджети, Шавшети, Тао, Спери.

#### Средние века
В VIII–IX веках на территории Земо-Картли сформировалось куропалатство грузинских Багратионов, которое в конце IX века стало царством (Тао-Кларджети). В XII–XIII веках регион контролировали феодальные семьи Торели, Джакели и Панаскертели.
Во второй половине XV века под руководством рода Джакели Земо-Картли превратилась в независимое княжество — Самцхе-Саатабаго, с центром в Ахалцихе.

#### Османское завоевание
В XVI веке большая часть территории Земо-Картли была захвачена Османской империей, где была создана административная единица — Ахалцихский (Чилдирский) пашалык.

#### С XVI века
Начиная с XVI века термин «Земо-Картли» стал использоваться для обозначения северо-западной части Шида-Картли. В описании XVIII века грузинский географ и историк Вахушти Багратиони упоминает Земо-Картли как часть второго спаспетства с центром в Гори.

## Субрегионы
Следующие регионы являются субрегионами Земо-Картли:
1. Аджара
2. Тори
3. Самцхе
4. Джавахети
5. Эрушети
6. Артаани
7. Кола
8. Кларджети
9. Тао
10. Спери

## Упоминания
Согласно Э. Такаишвили, территория, включавшая в себя Ардаганский округ, Ахалцихский и Ахалкалакский уезды, а также весь бассейн реки Чорох и часть Лазистана, у грузин носила названия Земо Картли (Верхняя Картли), Самцхе или Месхетия. С XIII века, когда здесь утвердилась власть самцхийских атабагов из рода Джакели, данная область приобрела наименование Самцхе-Саатабаго.
В своей работе географ и историк XVIII века Вахушти Багратиони описывает население Джавахетии следующим образом, об Земо-Картли:

Описаніе выдающихся мѣстъ Самцхе-Саатабаго.
О происхожденіи именъ мѣстностей. А имя этой страны есть собственно Картли, потому, что она доля Картлоса и имъ же названа Картліей, а по смерти его (названа) Сакартло или Сакартвело; и такъ же она называется и до сего дня. Но съ теченіемъ времени получила множество названій, по причинѣ раздѣла и раздробленія мѣстностей, и (потому) онѣ называются такъ: ибо послѣ смерти Картлоса супруга его учинила раздѣлъ между сыновьями своими и старшему сыну своему Мцхетосу отдала западъ отъ Тифлиса и Арагвы, западную сторону отъ озера Панавари, долю Картлоса до моря Сперскаго и до срединной между Тао и Кларджетіей горы, и овладѣлъ Мцхетосъ этою страною. Этотъ Мцхетось западъ отъ Тифлиса и Арагвы до горы Лихи и Ташискари назвалъ Шина-Картли, и западъ отъ Ташискари и Панавари до моря назвалъ Земо-Картли...— Вахушти Багратиони, Географiя Грузiи, 
В 70-е годы XVIII века побывавший в Грузии немецкий путешественник И. А. Гюльденштедт, об Земо Картли:

ВЕРХНЯЯ КАРТВЕЛИ. ЗЕМО КАРТВЕЛИ
Эта грузинская провинция расположена около верховий Куры и впадающих в нее выше с обеих сторон рек, на южной стороне южных Кавказских и северной [стороне) Араратских предгорий. Она была уже в течение 200 лет постоянно в руках турок. Турецкий паша, которого выбирает обычно Порта [атаманская] из старого княжеского рода этой провинции, имеет свою резиденцию в главном, или губернском, городе Ахалцихе, [расположенном) выше около Куры или Мтквари. Он является также наместником над отнятыми у Гурии, в настоящее время турецкими округами у реки Чарух возле Черного моря.
Жители Верхней Картвели
Большинство жителей являются грузинами, и они по большей части еще христиане, так как турки оставили им церкви. Небольшое число стало магометанами, и среди них все князья и большая часть знати. Среди грузин много турок, поэтому говорят по-грузински и по-татарски, но больше на первом из названных языков. Кроме татар и здесь много армян, и среди последних много католиков. Они также исповедуют беспрепятственно свою религию, и только запрещен звон колоколов всем христианским единоверцам. Евреи тоже есть здесь.— И. А. Гюльденштедт, Путешествие по Кавказу в 1770—1773 гг.: Путешествие и наблюдения в Грузии 1771 г., 